# Daniel Rigby
Daniel Rigby (6 de diciembre de 1982) es un actor británico.

## Biografía
Daniel Rigby estudió artes escénicas en el Stockport College. Se convirtió en uno de los estudiantes más jóvenes de la universidad en ser aceptado por la Royal Academy of Dramatic Art.
Trabajó como comediante stand-up en algunas ediciones del Latitude Festival.
En 2011, ganó un Premio BAFTA a Mejor Actor por su interpretación del fallecido comediante Eric Morecambe en la película Eric y Ernie, superando a Matt Smith y Benedict Cumberbatch.
El 9 de junio de 2025, se anunció que Rigby interpretaría a Vernon Dursley en la serie de televisión Harry Potter.

## Filmografía

### Cine
| Año  | Película                           | Rol            | Notas                                   |
| ---- | ---------------------------------- | -------------- | --------------------------------------- |
| 2006 | Flyboys                            | Ives           |                                         |
| 2008 | Stand Up                           | John J. Jones  | Cortometraje                            |
| 2011 | Eric y Ernie                       | Eric Morecambe | Ganador del premio BAFTA al Mejor Actor |
| 2021 | La vida electrizante de Louis Wain | Bendigo        |                                         |

### Televisión
| Año  | Serie              | Rol                  | Notas             |
| ---- | ------------------ | -------------------- | ----------------- |
| 2007 | Lilies             | Billy Moss           | 7 episodios       |
| 2008 | Spooks: Code 9     | David                | 1 episodio        |
| 2009 | The Street         | James                | 1 episodio        |
| 2011 | Ideall             | Hugh                 | 1 episodio        |
| 2013 | Black Mirror       | Jamie Salter / Waldo | 1 episodio        |
| 2013 | Big School         | Mr. Martin           |                   |
| 2013 | From There To Here | Charlie              |                   |
| 2027 | Harry Potter       | Vernon Dursley       | Elenco recurrente |